# 9155 Verkhodanov
9155 Verkhodanov (1982 SM7) là một tiểu hành tinh vành đai chính được phát hiện ngày 18 tháng 9 năm 1982 bởi N. S. Chernykh ở Đài vật lý thiên văn Crimean.